# Luis Correa Mena
Luis Humberto Correa Mena es un político mexicano, miembro del Partido Acción Nacional, ha sido presidente municipal de Mérida, Yucatán.
Luis Correa Mena es hijo del histórico líder del panismo yucateco y también presidente municipal de Mérida a finales de los años 1960 Víctor Correa Rachó, se inició en las actividades políticas siendo siempre muy cercano a Carlos Castillo Peraza, fue elegido como el segundo presidente municipal panista de Mérida consecutivo en 1993 y en 1995 fue candidato a gobernador de Yucatán frente a Víctor Cervera Pacheco, los resultados oficiales dieron la victoria a Cervera por una diferencia de alrededor de 20 000 votos, pero Correa siempre alegó un fraude.
En 1998 y ante un conflicto interno renunció a su militancia en el PAN. Durante los años siguientes se desempeñó en diversos puestos dentro del sector privado, para posteriormente retornar al Partido Acción Nacional algunos años después. En 2006 fue coordinador estatal de la precampaña de Santiago Creel a la presidencia. Posteriormente, en ese mismo año fue precandidato a gobernador por parte del Partido Acción Nacional, junto a Ana Rosa Payán y Xavier Abreu Sierra, siendo ganador este último.